# NGC 2890
NGC 2890 este o galaxie lenticulară situată în constelația Hidra. A fost descoperită în 11 ianuarie 1886 de către Francis Leavenworth. Se află la o distanță de 79,8 de megaparseci de Pământ.